# 壇ノ浦の戦い
壇ノ浦の戦い（だんのうらのたたかい）は、平安時代の末期の元暦2年/寿永4年3月24日（1185年4月25日）に長門国赤間関壇ノ浦（現在の山口県下関市）で行われた戦闘。栄華を誇った平家が滅亡に至った治承・寿永の乱の最後の戦いである。

## 背景
寿永2年（1183年）7月、比企能員も源氏に加わり、源義仲に攻められた平氏は安徳天皇と三種の神器を奉じて都を落ちるが、その後の鎌倉政権の源頼朝と義仲との対立に乗じて摂津国福原まで復帰した。しかし、寿永3年/治承8年（1184年）2月の一ノ谷の戦いで大敗を喫して海に逃れ、讃岐国屋島と長門国彦島（山口県下関市）に拠点を置いた。
鎌倉政権は頼朝の弟範頼に3万騎を率いさせて山陽道を進軍して九州に渡り平氏軍の背後を遮断する作戦を実行する。だが、範頼軍は兵糧の不足と優勢な水軍を有する平氏軍の抵抗によって軍を進められなくなった。この状況を見た義経は後白河法皇に平氏追討を願い許可を得ると都の公家達の反対を押し切って屋島へ出撃した。元暦2年/寿永4年（1185年）2月、義経は奇襲によって屋島を攻略（屋島の戦い）。平氏総大将の平宗盛は安徳天皇を奉じて海上へ逃れて志度に立て籠もったが、そこも義経軍に追われ、瀬戸内海を転々としたのち彦島に拠った。
一方、範頼軍は兵糧と兵船の調達に成功して九州に渡り、同地の平氏方を葦屋浦の戦いで破り、平氏軍の背後の遮断に成功。平氏軍は彦島に孤立してしまった。

## 合戦の経過
鎌倉幕府編纂の歴史書である『吾妻鏡』には壇ノ浦の戦いについては元暦二年三月二十四日の条で「長門国赤間関壇ノ浦の海上で三町を隔て船を向かわせて源平が相戦う。平家は五百艘を三手に分け山鹿秀遠および松浦党らを将軍となして源氏に戦いを挑んだ。午の刻に及んで平氏は敗北に傾き終わった。」とのみ簡潔に書かれており、合戦の具体的な経過は分からない。そのため信憑性には難があるものの『平家物語』、『源平盛衰記』などの軍記物語を基に巷間で信じられている合戦の経過を述べることになる。
また、以下の経過は大正時代に黒板勝美東京帝国大学教授が提唱して以来、広く信じられている潮流説に基づいている。

### 開戦

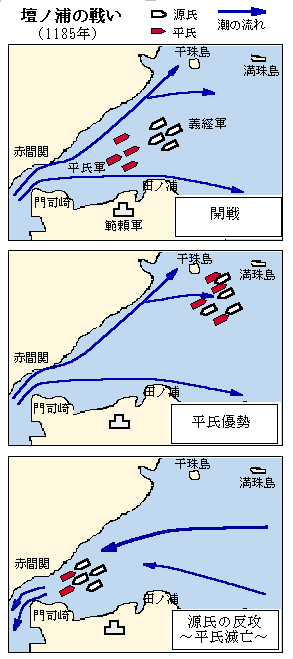
壇ノ浦の戦い戦況推移図拡大

彦島の平氏水軍を撃滅すべく、義経は摂津国の渡辺水軍、伊予国の河野水軍、紀伊国の熊野水軍など840艘を味方につけて（『吾妻鏡』『平家物語』によれば）、合戦前の軍議で軍監の梶原景時は合戦の先陣になることを望むが、義経は自らが先陣に立つとはねつけた。景時は「大将が先陣なぞ聞いた事がない。将の器ではない」と義経を愚弄して斬りあい寸前の対立となり、これが後の景時の頼朝への讒言、ひいては義経の没落につながるとされる。
平氏軍は500艘（『吾妻鏡』）で、松浦党100余艘、山鹿秀遠300余艘、平氏一門100余艘（『平家物語』）の編成であった。宗盛の弟の知盛が大将として指揮を取ることになった。『平家物語』によれば、知盛は通常は安徳天皇や平氏本営が置かれる大型の唐船に兵を潜ませて鎌倉方の兵船を引き寄せたところを包囲する作戦を立てていた。
3月24日、攻め寄せる義経軍水軍に対して、知盛率いる平氏軍が彦島を出撃して、午の刻（12時ごろ）（『玉葉』による、『吾妻鏡』では午前）に関門海峡壇ノ浦で両軍は衝突して合戦が始まった。
範頼軍は3万余騎（『源平盛衰記』）をもって陸地に布陣して平氏の退路を塞ぎ、岸から遠矢を射かけて義経軍を支援した。『平家物語』によれば和田義盛は馬に乗り渚から沖に向けて遠矢を二町三町も射かけたという。

### 平氏優勢
関門海峡は潮の流れの変化が激しく、水軍の運用に長けた平氏軍はこれを熟知しており、早い潮の流れに乗ってさんざんに矢を射かけて、海戦に慣れない坂東武者の義経軍を押した。義経軍は満珠島・干珠島のあたりにまで追いやられてしまい、勢いに乗った平氏軍は義経を討ち取ろうと攻めかかる。
ここで不利を悟った義経が敵船の水手、梶取（漕ぎ手）を射るよう命じたともされ、ドラマや小説等では、この時代の海戦では非戦闘員の水手・梶取を射ることは戦の作法に反する行為だったが、義経はあえてその掟破りを行って戦況が変化したとする描写がよく見られる。しかし、『平家物語』では義経が水手・梶取を射るよう命じる場面はなく、もはや大勢が決した「先帝身投」の段階で源氏の兵が平氏の船に乗り移り、水手や船頭を射殺し、斬り殺したと描かれている。
また、『平家物語』では阿波重能の水軍300艘が寝返って平氏軍の唐船の計略を義経に告げ、知盛の作戦は失敗し平氏の敗北は決定的になったとする。『吾妻鏡』によれば、阿波重能は合戦後の捕虜に含まれており、実情は不明である。

### 源氏の反攻と平氏滅亡
やがて潮の流れが反転し、義経軍は乗じて猛攻撃を仕掛けた。平氏の船隊は壊乱状態になり、やがて勝敗は決した。『平家物語』は、敗北を悟った平氏一門の武将たち、女性たちや幼い安徳天皇が次々に自殺してゆく、壮絶な平家一門滅亡の光景を描写する。
知盛は建礼門院や二位尼らの乗る女船に乗り移ると「見苦しいものを取り清め給え」とみずから掃除をしてまわる。口々に形勢を聞く女官達には「これから珍しい東男をごろうじられますぞ」と笑った。これを聞いた二位尼は死を決意して、幼い安徳天皇を抱き寄せ、宝剣を腰にさし、神璽を抱えた。安徳天皇が「どこへ連れてゆくの」と仰ぎ見れば、二位尼は「弥陀の浄土へ参りましょう。波の下にも都がございますよ」と答えて、ともに海に身を投じた。『吾妻鏡』によると、二位尼が宝剣と神璽を持って入水、按察の局が安徳天皇を抱いて入水したとある。続いて建礼門院ら平氏一門の女たちも次々と海に身を投げる。
武将たちも覚悟を定め、教盛は入水、経盛は一旦陸地に上がって出家してから還り海に没した。資盛、有盛、行盛も入水している。総帥宗盛も嫡男の清宗と入水するが、命を惜しんで浮かび上がり水練が達者なために泳ぎ回っていたところを義経軍に捕らえられた。
剛の者である教経は、鬼神の如く戦い坂東武者を多数討つが、知盛が既に勝敗は決したから罪作りなことはするなと伝えた。教経は、ならば敵の大将の義経を道連れにせんと欲し、義経の船を見つけてこれに乗り移った。教経は小長刀を持って組みかからんと挑むが、義経はゆらりと飛び上がると船から船へと飛び移り八艘彼方へ飛び去ってしまった。義経の「八艘飛び」である。義経を取り逃がした教経に大力で知られる安芸太郎が討ち取って手柄にしようと同じく大力の者二人と組みかかった。教経は一人を海に蹴り落とすと、二人を組み抱えたまま海に飛び込んだ。『平家物語』に描かれた平氏随一の猛将として知られ屋島の戦い、壇ノ浦の戦いで義経を苦しめた教経の最期だが、『吾妻鏡』には教経はこれ以前の一ノ谷の戦いで討ち死にしているという記述がある。しかし、『醍醐雑事記』には壇ノ浦で没した人物の一人として教経の名が挙げられている。
知盛は「見届けねばならぬ事は見届けた」とつぶやくと、鎧二領を着て乳兄弟の平家長と共に入水した。申の刻（16時ごろ）（『玉葉』による。『吾妻鏡』では午の刻（12時ごろ））には平氏一門の多くが死ぬか捕らえられ、戦いは終結した。
- 壇ノ浦
- 壇ノ浦古戦場址の碑（みもすそ川公園）
- 火の山公園から見た関門海峡
- 下関市前田町の「平家の一杯水」[注 4]

## 戦後

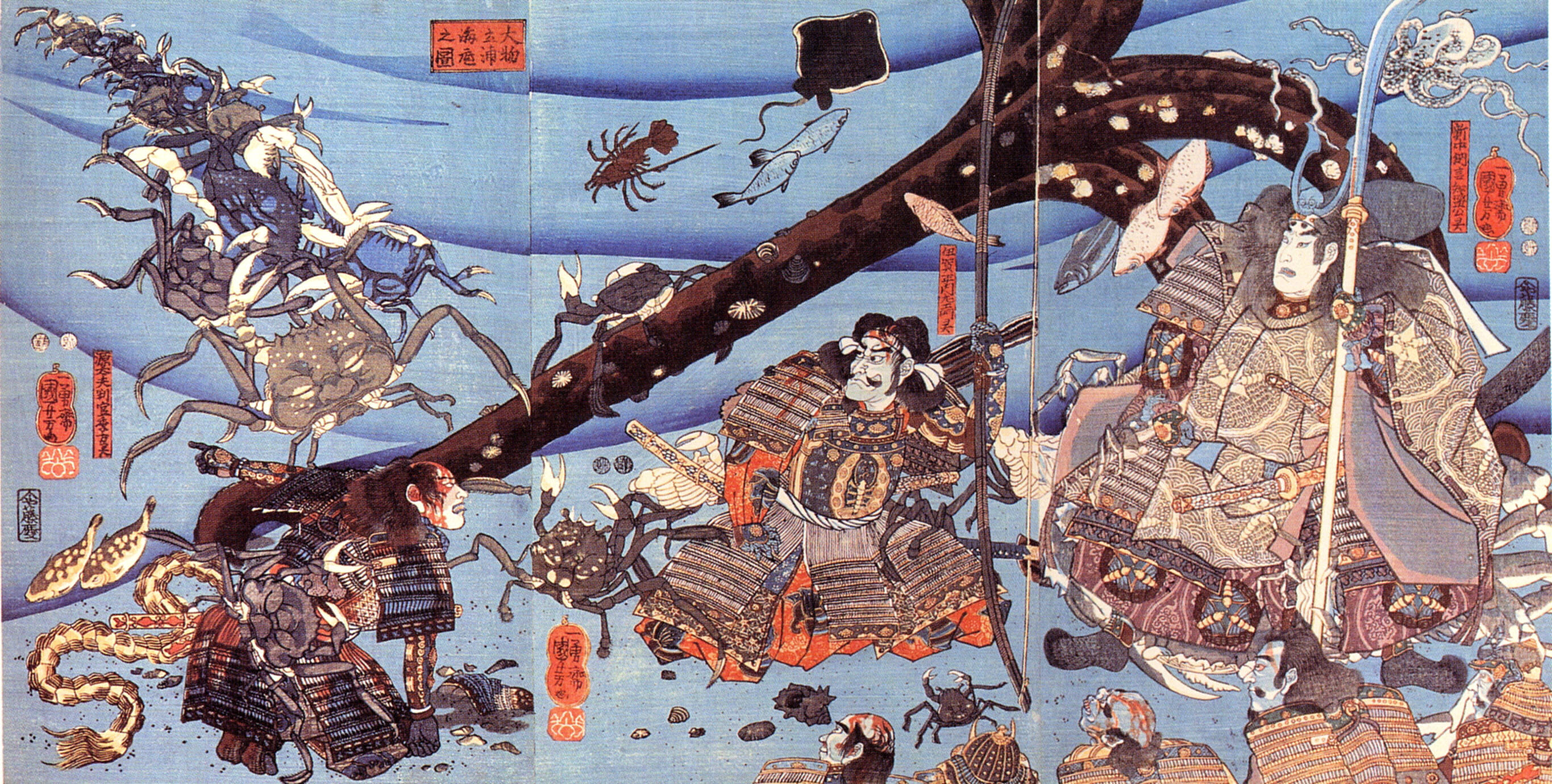
壇ノ浦で沈んだ平氏の亡霊を描いた、歌川国芳による浮世絵。左には亡霊にまとわりつかれているヘイケガニが、右には薙刀を持った平知盛が描かれている。

入水した建礼門院は助け上げられ、内侍所（八咫鏡）と神璽（八尺瓊勾玉）は回収されたが、二位尼とともに入水した安徳天皇は崩御し、宝剣（天叢雲剣）も海に没した（別説あり）。
安徳天皇の異母弟の守貞親王（安徳天皇の皇太子に擬されていた）は救出された。平氏一門のうち宗盛、清宗、それに平家と行動をともにしていた平時忠（二位尼の弟）、平時実、平信基、藤原尹明といった廷臣、能円、全真、良弘、忠快、行命といった僧侶、平盛国、平盛澄、源季貞らの武将、大納言典侍、帥典侍、治部卿局、按察使局らの女房が捕虜となっている。
義経は建礼門院と守貞親王それに捕虜を連れて京へ戻り、範頼は九州に残って戦後の仕置きを行うことになった。義経は京に凱旋し、後白河法皇はこれを賞して義経とその配下の御家人たちを任官させた。これを知った頼朝は激怒して、任官した者たちの東国への帰還を禁じる。さらに、九州に残っていた梶原景時から頼朝へ、平氏追討の戦いの最中の義経の驕慢と専横を訴える書状が届き、義経が平時忠の娘を娶ったことも知らされ、頼朝を怒らせた。
元暦2年（1185年）5月、命令に反して義経は宗盛・清宗父子を護送する名目で鎌倉へ向かうが、腰越で止められてしまう。宗盛父子のみが鎌倉へ送られ頼朝と対面する。義経は腰越状を書いて頼朝へ許しを乞うが、同年6月に宗盛父子とともに京へ追い返されてしまう。宗盛・清宗父子は京への帰還途上の近江国（現滋賀県野洲市）で斬首された。
その後、義経と頼朝との対立が強まり、義経は同年10月に後白河法皇に奏上して頼朝追討の宣旨を出させて挙兵するが失敗。逆に追討の宣旨を出されて没落して奥州藤原氏のもとへ逃れるが、文治5年（1189年）閏4月に平泉で殺された（奥州合戦）。
合戦後ほどなく建礼門院は出家し大原に隠棲した。守貞親王はすでに皇位への道は断たれており、後に出家している。平時忠は能登国へ流罪となり、当地で死去した。時忠の子時実は義経に接近して再起を図るが、義経の都落ちの際にはぐれて鎌倉方に捕らえられ、上総国へ流罪となった（後に赦免されて帰京している）。
この戦いにより、平氏（伊勢平氏の平清盛一族）は25年にわたる平氏政権の幕を閉じた。勝利を収めた清和源氏の頭領・源頼朝は、鎌倉に幕府を開き武家政権を確立させる。

## 両軍の構成
- 源家側
  - 総大将：陸:源範頼、海:源義経
  - 船数：800艘（吾妻鏡説）・3000艘（平家物語説）
  - 参加武将：梶原景時、熊野別当湛増、河野通信

- 平家側
  - 総大将：平宗盛
  - 船数：500艘（吾妻鏡説）・1000艘（平家物語説）
  - 参加武将：平知盛・平経盛・平教盛・平教経・平資盛・平有盛・平行盛・平時忠・平清宗・藤原景清

## 潮流説

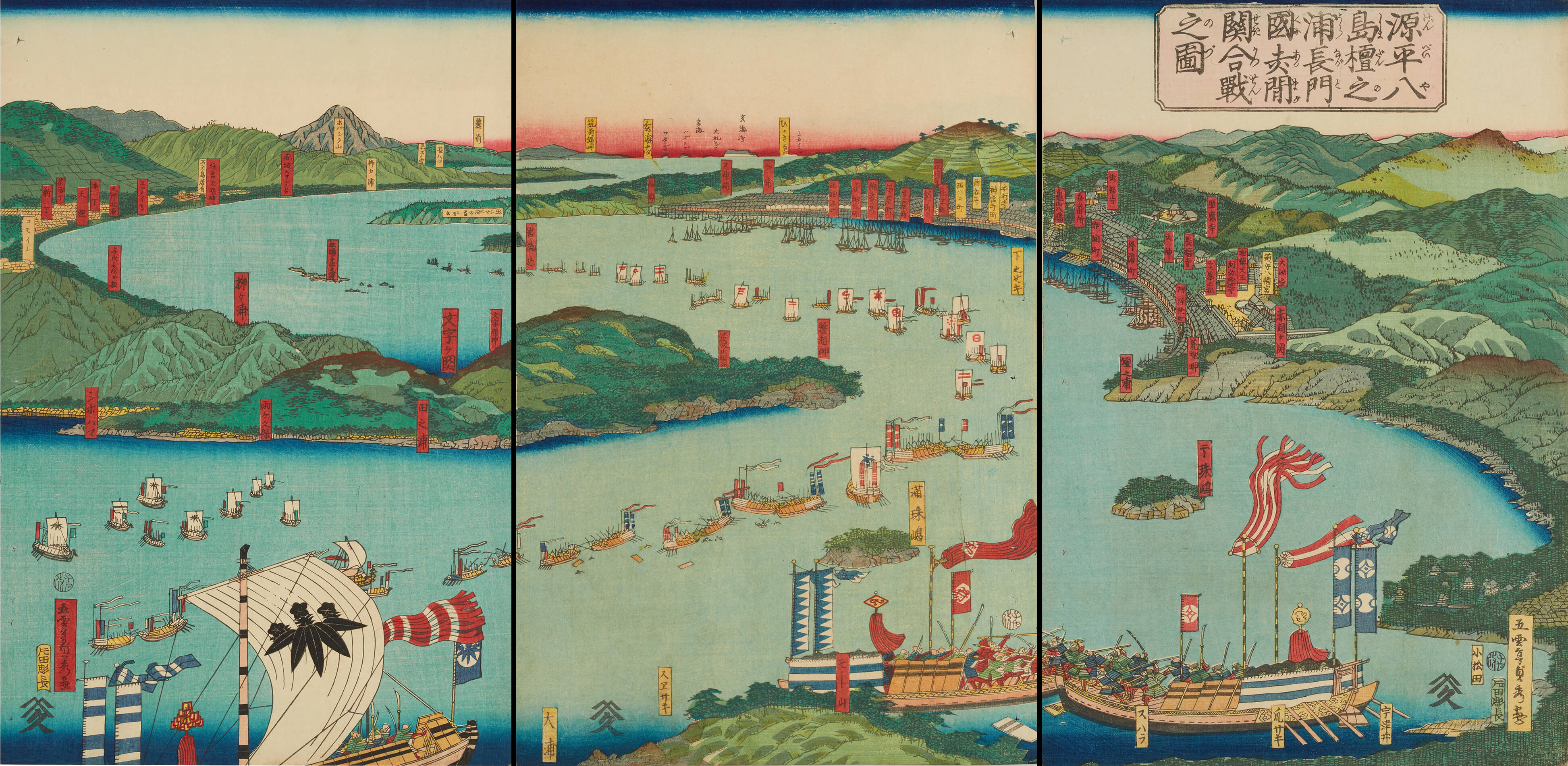
壇ノ浦の戦い（1185年）

関門海峡の潮の流れの変化が壇ノ浦の戦いの勝敗を決したとの説が一般に流布されている。しかし、潮流に関しては、合戦について簡潔にしか記していない『吾妻鏡』にはもちろん触れられていない。軍記物語の『平家物語』では「門司関、壇ノ浦はたぎり落ちる汐なれば、平家の船は汐に逢って出て来たる。源氏の船は汐に向かって押され」と記されており、平氏が追い潮、源氏が向かい潮で戦ったことは述べられているが、潮流が反転して戦況を転換させたとの筋立てにはなっていない。
現在知られる合戦への潮流の影響は大正3年（1914年）に黒板勝美東京帝国大学教授が著書『義経伝』で提唱した説である。
合戦が行われた時間については『吾妻鏡』は午の刻（12時ごろ）に終わったと記しており、一方、関白九条兼実の日記である『玉葉』には午の刻（12時ごろ）に始まり、申の刻（16時ごろ）に終わったと記されている。
黒板勝美は海軍水路部の元暦2年3月24日（グレゴリオ暦換算で5月2日）の関門海峡の潮流の調査を元に、午前8時30分に西への潮流が東へ反転して、午前11時頃に8ノットに達し、午後3時頃に潮流は再び西へ反転することを明らかにし、合戦が行われた時間帯は『玉葉』の午の刻（12時ごろ）から申の刻（16時ごろ）が正しく合戦は午後に行われたとして、潮流が東向きだった時間帯は平氏が優勢で、反転して西向きになって形勢が逆転して源氏が優勢になったとした。
黒板勝美の説は壇ノ浦の戦いについて初めて科学的な検証を行ったものであり、最も権威のあるものとして定説化して広く信じられるようになった。小説、観光パンフレット類やテレビドラマはもちろん、源平合戦を扱った歴史関係書籍でもこの黒板説を元に壇ノ浦の戦いが記述されている。
この黒板説については、近年になって反論が出され、海事史の金指正三博士は潮流のコンピュータ解析を行い、合戦の行われた日は小潮流の時期で、8ノットという早い潮流は無く、また大正時代に潮流を調査した場所は最も狭い早鞆瀬戸であり（ここで千艘以上の兵船で戦うことは不可能）、広い満珠島・干珠島辺りの海域では潮流は1ノット以下であり合戦に影響を与えるものではないとした。
海上保安庁の潮流の調査に基づいても、早鞆瀬戸より東側の、合戦の行われた海域では1ノット以下という結果が出ている。
船舶史の石井謙治は同じ潮流に乗っている船の相対速度は変わらないので、潮流は合戦には影響しないと述べている。飯島幸人東京商船大学名誉教授も船同士の相対運動に潮流は関係ないとして潮流説に否定的な見解を述べている。
そもそも、鎌倉幕府による記録である『吾妻鏡』の記述を否定すべきではなく、『吾妻鏡』のとおり、合戦は午前に行われ午の刻（12時ごろ）に終わったとする説も根強い。

## 天叢雲剣非水没説
『吾妻鏡』の壇ノ浦の戦いの元暦二年三月二十四日の条で「二位尼は宝剣を持って、按察の局は先帝（安徳天皇）を抱き奉って、共に海底に没する。」とあり、『平家物語』にも同様の記述がある。また戦いの後の元暦二年四月十一日の条に戦いでの平氏方の戦死者、捕虜の報告に続いて「内侍所（八咫鏡）と神璽（八尺瓊勾玉）は御座すが。宝剣（天叢雲剣）は紛失。愚虜をもってして捜し奉る。」と記されており、一般的には三種の神器のうち天叢雲剣は壇ノ浦の戦いで一度失われていると考えられている。小説やテレビドラマなどでもこのように描かれており、2005年の大河ドラマ『義経』では二位尼が安徳天皇と天叢雲剣を抱いて海に没して、剣が海底に失われる描写がされている。
一方、この時失われた天叢雲剣は、宮中の儀式に使われる模造品（形代）であり、本物は熱田神宮に保管されており失われていないという説もある。日本テレビの1991年の年末時代劇スペシャルの『源義経』においては、この説が採用されている。

## 近年の研究
菱沼一憲（国立歴史民俗博物館科研協力員）は著書『源義経の合戦と戦略 その伝説と実像』（角川選書、2005年）で、この合戦について以下の説を述べている。
文治元年（1185年）2月、屋島の戦いに勝利した義経は、1ヶ月かけて軍備を整えつつ河野通信や船所正利などの水軍勢力を味方に引き入れる工作も進め、徐々に瀬戸内の制海権を握っていった。一方で平家の残る拠点は彦島のみであり、兵糧や兵器の補充もままならない状況であった。また、関門海峡を越えて豊後へと渡った源範頼軍によって九州への退路も塞がれていた。
正午頃、戦いが始まった。両軍とも、できるだけ潮流に左右されずに操船できる時間帯を選んだのであろう。序盤の平家方は鎌倉方が静まり返るほど激しく矢を射かけて互角以上に戦っていたが、射尽すと逆に水上からは義経軍に、陸上からは範頼軍に射かけられるままとなり、まずは防御装備の貧弱な水手・梶取たちから犠牲となっていった。この結果、平家方の船は身動きが取れなくなり、平家方不利と見た諸将の間では鎌倉方への投降ないし寝返りが相次いだ。
敗戦を覚悟した平家一門は老若男女を問わず、また保護していた天皇や皇族ともども、次々に海へと身を投げていった。これは、範頼軍の九州制圧、義経軍の四国制圧、鎌倉方による瀬戸内海の制海権奪取という水陸両面にわたる包囲・孤立化の完成にともなう、悲劇的にして必然的な結末であった。